# Оконешниково
Оконе́шниково — рабочий посёлок, административный центр Оконешниковского района Омской области.
Население 4673 человек (2023).

## География
Посёлок расположен в 129 км к востоку от Омска, в 40 км от железнодорожной станции Калачинск Транссибирской магистрали.

## История
Первым поселенцем на месте Оконешникова был крестьянин Козяков, построивший заимку у безымянного озера, получивший вследствие этого название Козяково. Сохранилось распоряжение комиссара Каргапольцева от 15 августа 1815 года № 3483 о разрешении Тимофею Оконешникову и Фёдору Валетову переселиться к Козякову озеру. С переселением многочисленной семьи Оконешниковых за деревней закрепилось двойное название: Козяково, оно же Оконешниково. Позже, в 1816 году, второе название переместилось на первое место, а за озером сохранилось название Козяково. Село заселяли первоначально туляки и рязанцы, приехавшие в Сибирь в связи с переселением.
В конце XIX века население было старожильческое, православное, 1700 мужских и 1712 женских душ насчитывалось во всей волости, в самом же селе проживало более трёх тысяч человек обоего пола. Покровским село Оконешниковское стали называть с 1895 года, когда на средства жителей была сооружена однопрестольная церковь во имя Покрова Пресвятой Богородицы, но это название не прижилось и в дальнейшем село так и осталось Оконешниковским.
C конца XIX века село Оконешниково было центром Покровской волости Тюкалинского уезда Тобольской губернии.
В 1935 году Оконешниково стало центром Оконешниковского района.

## Население
| 1850  | 1897  | 1926  | 1939  | 1959  | 1970  | 1979  | 1989  |
| ----- | ----- | ----- | ----- | ----- | ----- | ----- | ----- |
| 167   | ↗1265 | ↗2698 | ↗3201 | ↗3863 | ↗4656 | ↗5404 | ↗6158 |
| 2002  | 2009  | 2010  | 2011  | 2012  | 2013  | 2014  | 2015  |
| ↘5568 | ↘5411 | ↘5205 | ↘5204 | ↘5101 | ↘5013 | ↘4937 | ↘4886 |
| 2016  | 2017  | 2018  | 2019  | 2020  | 2021  | 2023  |       |
| ↘4852 | ↘4825 | ↘4770 | ↘4690 | ↗4726 | ↗4731 | ↘4673 |       |

## Люди, связанные с поселком
- Евгений Ищенко — советский и российский юрист, доктор юридических наук, профессор, заслуженный юрист РФ (1996), заслуженный деятель науки РФ (2007).
- Иван Корниевский — русский католический священник византийского обряда, эмигрант, деятель Русского Зарубежья.